# Alofi (Wallis und Futuna)
Alofi ist eine 18 km² große, meist unbewohnte Insel vulkanischen Ursprungs im Südpazifik, die als Teil des Königreichs Alo zum französischen Übersee-Territorium Wallis und Futuna gehört. Mit einer Höhe von 417 m ist der Mont Kolofau die höchste Erhebung der Insel.
Die Insel bildet zusammen mit der größeren Nachbarinsel Futuna den Archipel der Horn-Inseln. Alofi ist von einem Korallenriff umgeben und von der nordwestlich benachbarten Insel Futuna durch den 1,6 km breiten Chenal Sain getrennt.

## Einzelnachweise

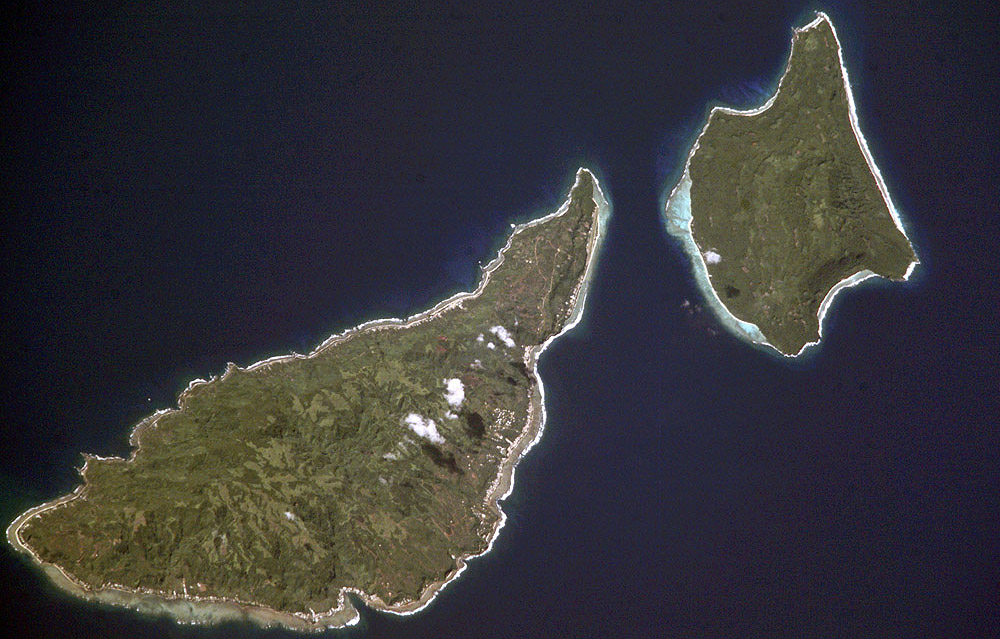
NASA-Bild von Futuna und Alofi (rechts)

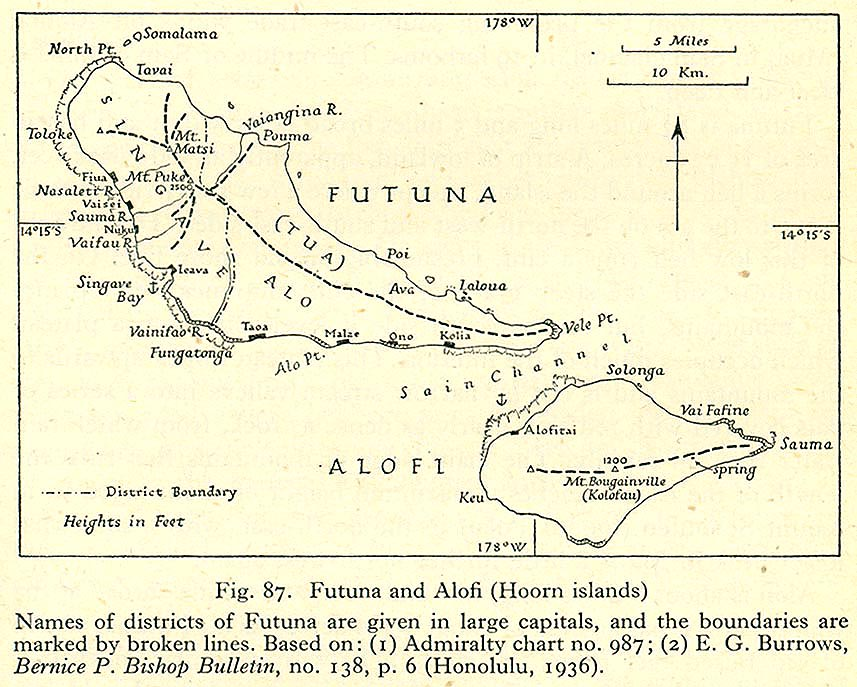
Historische Karte der Horn-Inseln Futuna and Alofi